# Liberchies
Liberchies é uma vila de na municipalidade de Pont-à-Celles, na província de Hainaut, na Bélgica.
Anualmente em maio é realizado lá o Django Reinhardt Jazz Festival.
Era conhecida como Geminiaco (em latim: Geminiacum) durante o período romano.